# 外科理发师

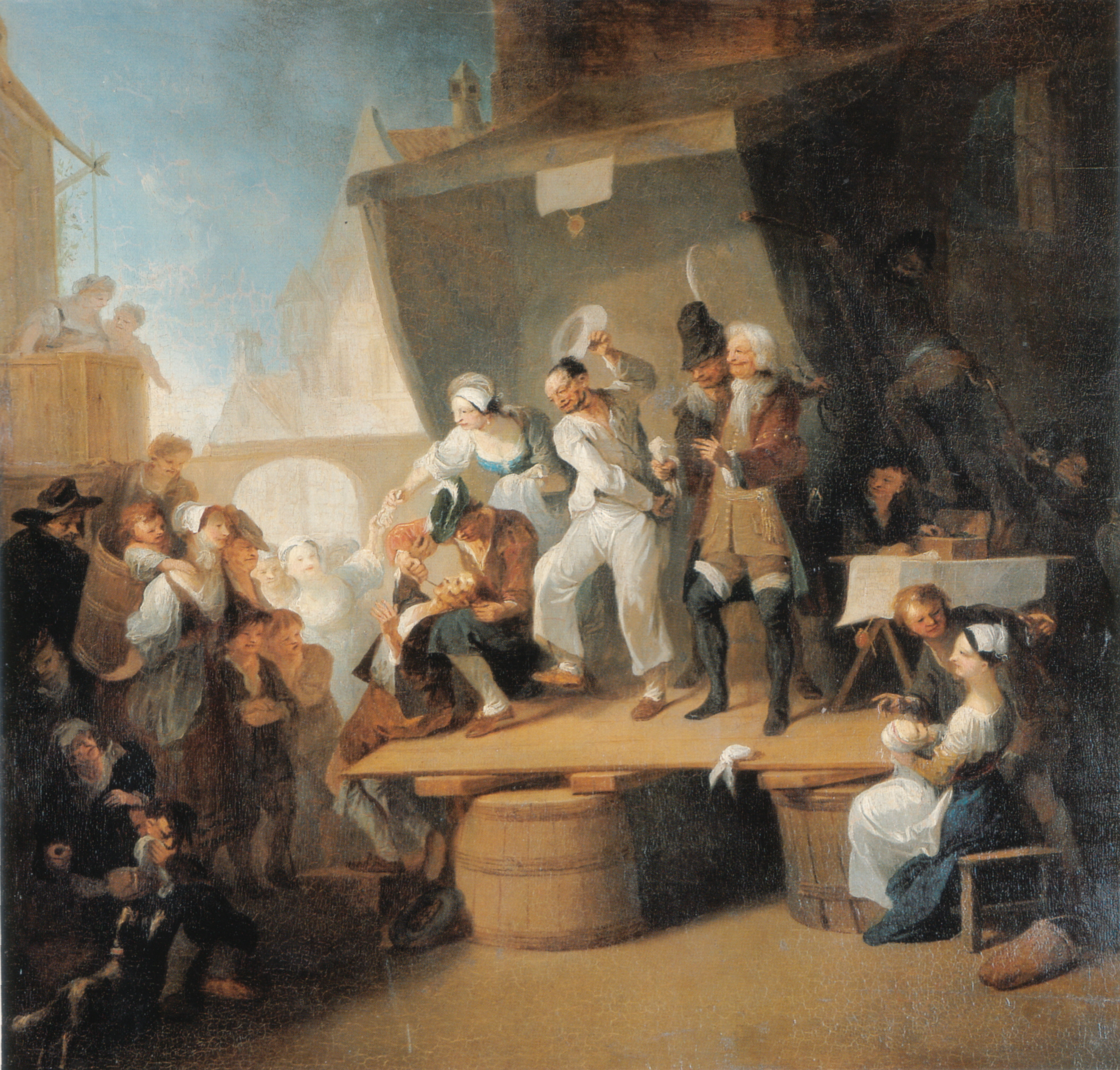
弗朗茨·安东·毛尔贝奇1785年作品，描绘的是一位外科理发师

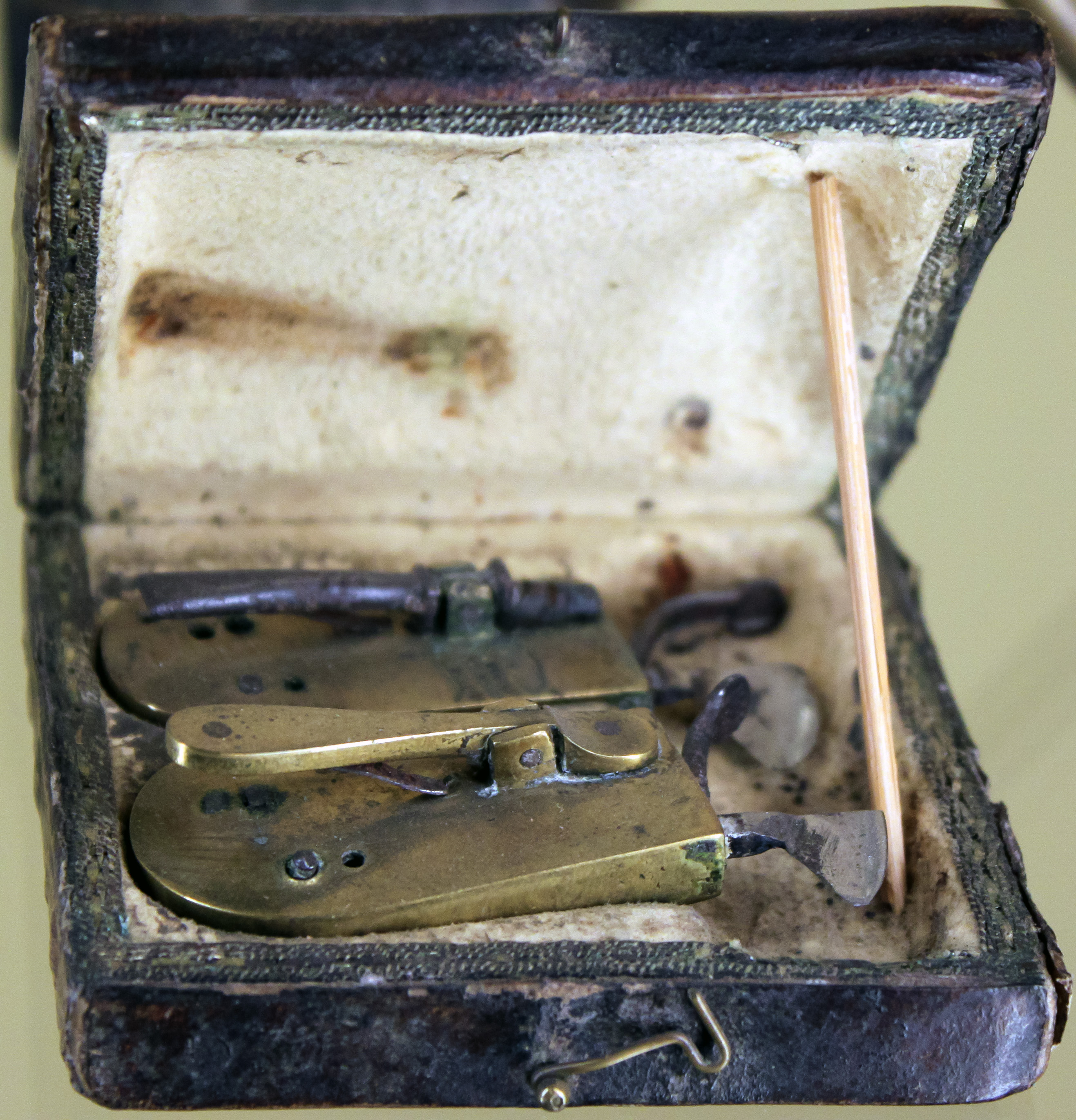
外科理发师实施放血疗法的设备

外科理发师是中世纪欧洲常见的医生类型之一，通常负责在战时和战后照顾士兵。在这个时代，外科手术很少由医生进行，而是由理发师进行。
除去正常的理发外，理发外科医生懂得进行放血、拔罐、拔牙和截肢等外科手术。战时，理发外科医生会在军队服役，平时则也照顾普通人。

## 历史
中世纪修道院规定，僧侣必须剃度，这为理发师创造了市场。每个修道院都必须有一名理发师。公元1000年左右，最早的理发外科医生在修道院出现。
外科理发师同业公会（Worshipful Company of Barbers）于1462年在英格兰建立，1540年，亨利八世将它和外科医生行会（Guild of Surgeons Within the City of London） 合并，组成理发师-外科医生行会（Company of Barber-Surgeons）。后来外科医生们独立出来建立了自己的行会，即后来的英格兰皇家外科医学院。